# Tadeusz Osik
Tadeusz Osik (ur. 14 stycznia 1950 w Trzciance) – polski trener lekkiej atletyki.

## Życiorys
W 1968 ukończył Technikum Samochodowe w Trzciance, następnie odbył zasadniczą służbę wojskową, a w 1975 rozpoczął studia Akademii Wychowania Fizycznego w Poznaniu, które ukończył w 1979. Od 1978 pracował jako trener grup sprinterskich w Olimpii Poznań. Od 1996 był równocześnie trenerem reprezentacji Polski mężczyzn w sprincie mężczyzn, w tym charakterze uczestniczył w igrzyskach olimpijskich w Sydney (2000), Atenach (2004), Pekinie (2008) i Londynie (2012) (w 2000, 2004 i 2008 polska sztafeta 4 x 100 metrów biegła w finale olimpijskim). W latach 2000-2008 i 2012-2017 kierował w PZLA blokiem sprintu. W 2003 przeniósł się z Olimpii do AZS Poznań, równocześnie w latach 2003-2013 pracował na macierzystej uczelni, w Zakładzie Lekkiej Atletyki. W 2016 został wiceprezesem PZLA.
Jego zawodnikami byli m.in. Marcin Urbaś, Marcin Jędrusiński, Ryszard Pilarczyk, Łukasz Chyła, Przemysław Rogowski, Robert Kubaczyk, Kamil Masztak, Artur Zaczek, Jakub Adamski, Remigiusz Olszewski, Adam Pawłowski, Eryk Hampel, Daria Korczyńska, Dorota Jędrusińska, Marta Jeschke, Iwona Dorobisz, Kamila Ciba.
W 2010 został odznaczony Krzyżem Kawalerskim, a w 2021 Krzyżem Oficerskim Orderu Odrodzenia Polski.